# Just nu!
"Just Nu!" (Em português:"Agora Mesmo!") foi a canção que representou a Suécia no Festival Eurovisão da Canção 1980 interpretada em sueco por Tomas Ledin, que foi também o autor da letra e música, a orquestração esteve a cargo de Anders Berglund.
Tomas Ledin foi o oitavo a cantar na noite, depois da canção dinamarquesa interpretada por Bamses Venner e antes da canção da Suíça interpretada por Paola. No final da votação, recebeu 43 votos e posicionou-se em 10º lugar (entre 19 países participantes).

## Letra
A canção fala-nos de um homem cansado da vida monótona da cidade e que quer viver naquele momento a sua vida, sair para sentir o ar nos pulmões e até viajar para longe da Suécia, talvez para Paris.